# オスモル
オスモル (osmole) は、物質が水に溶けたときに発生する分子またはイオンの物質量を表す単位である。単位記号はOsm・osm・osmol。
1 Osm の電解質が水に溶けると、合計 1 mol の分子またはイオンが発生する。すなわち、非電解質ならばモル数（物質量をモルで表した数値）とオスモル数は等しく、電解質ならば、1分子から発生するイオンの個数をモル数にかけるとオスモル数になる。

## オスモル毎リットル
しばしば、容積あたりの組立単位である、オスモル毎リットル (Osm/L)、もしくはミリオスモル毎リットル (mOsm/L) の形で使われる。
これらが表す物理量をオスモル濃度またはオスモラリティ (osmolality) と呼び、浸透圧に比例する。すなわち、
{\displaystyle \pi =MRT}
（{\displaystyle \pi } は浸透圧、{\displaystyle M} はオスモル濃度、{\displaystyle R} は気体定数、{\displaystyle T} は絶対温度）。
1 Osm/L の水溶液の浸透圧は物質の種類によらず等しく、さらに、モル濃度 1 mol/L の非電解質が溶けた理想溶液の浸透圧に等しい。